# Reapers
"Reapers" é uma canção da banda inglesa de rock Muse. Foi lançada como o último single promocional do sétimo álbum de estúdio do grupo, intitulado Drones.

## Lançamento
"Reapers" foi originalmente lançado promocionalmente para o álbum Drones em 29 de maio de 2015. Mas seu lançamento oficial como single aconteceu em 16 de abril de 2016. O lado-A do vinil lançado consistia na versão normal do álbum, com o lado-B sendo a versão ao vivo feito no Teatro Gloria in Colônia, Alemanha.

## Videoclipe
Um vídeo oficial para a canção foi lançado no canal da banda no YouTube em 29 de maio de 2015. A revista Rolling Stone chamou o clipe de "brutal e arrepiante [...] bem franco, mostrando um homem pego na mira de um drone (ou VANT, na sigla em português), correndo por sua vida enquanto uma mulher de batom vermelho puxa o gatilho".

## Faixas
| Download digital |           |         |  |
| N.º              | Título    | Duração |  |
| 1.               | "Reapers" | 5:59    |  |

7" vinil
| Lado A |           |         |  |
| N.º    | Título    | Duração |  |
| 1.     | "Reapers" | 5:59    |  |

| Lado B |                             |         |  |
| N.º    | Título                      | Duração |  |
| 1.     | "Reapers" (Ao vivo de Köln) | 5:59    |  |

## Recepção da crítica
Em uma resenha para o The Observer, Kitty Empire comentou o ritmo da canção, dizendo que "expõe a sobreposição entre a insensível destruição causada por um drone e a insensível destruição forjada por pessoas se destruindo", se referindo ao término do relacionamento do líder do Muse, Matt Bellamy, com sua noiva Kate Hudson. Ela também comparou Bellamy com Yngwie Malmsteen, notando os "riffs carnudos" da canção.

## Tabelas musicais
| Paradas (2015–16)                                       | Melhor posição |
| ------------------------------------------------------- | -------------- |
| Bélgica (Ultratip Bubbling Under de Flandres)           | 45             |
| Canadá (Billboard Rock)                                 | 39             |
| França (SNEP)                                           | 75             |
| Suíça (Schweizer Hitparade)                             | 71             |
| Reino Unido (Official Charts Company)                   | 127            |
| Estados Unidos (Billboard Hot Rock & Alternative Songs) | 37             |
| Estados Unidos (Billboard Mainstream Rock)              | 2              |

## Pessoal
| - Tom Bailey – engenheiro assistente - Matt Bellamy – composição - Mario Borgatta – assistente de mixagem - Marc Carolan – engenheiro, mixagem (versão ao vivo) - Tommasa Colliva – engenheiro, produção adicional - Martin Cooke – assistente de mixagem - Rich Costey – produção adicional, mixagem - Jacopo Dorici – engenheiro assistente | - Nick Fourier – assistente de mixagem - Robert John "Mutt" Lange – produção - Eric Mosher – engenheiro assistente - Muse – produção - John Prestage – engenheiro assistente - Olle Romo – programação adicional - Giuseppe Salvadori – engenheiro assistente - Giovanni Versari – masterização (versão do álbum e ao vivo) |